# Salvador Challenger 2022
Il Salvador Challenger 2022 è stato un torneo maschile di tennis professionistico. È stata la 1ª edizione del torneo, facente parte della categoria Challenger 80 nell'ambito dell'ATP Challenger Tour 2022, con un montepremi di 53 120 $. Si è svolto dal 2 all'8 maggio 2022 sui campi in terra verde del Costa Verde Tennis Clube di Salvador de Bahia in Brasile.

## Partecipanti

### Teste di serie
| Nazionalità | Giocatore                     | Ranking* | Testa di serie |
| ----------- | ----------------------------- | -------- | -------------- |
| Cile        | Marcelo Tomás Barrios Vera    | 147      | 1              |
| Argentina   | Renzo Olivo                   | 167      | 2              |
| Argentina   | Camilo Ugo Carabelli          | 175      | 3              |
| Brasile     | Felipe Meligeni Alves         | 192      | 4              |
| Argentina   | Nicolás Kicker                | 203      | 5              |
| Argentina   | Santiago Fa Rodríguez Taverna | 207      | 6              |
| Brasile     | Matheus Pucinelli de Almeida  | 218      | 7              |
| Cile        | Gonzalo Lama                  | 256      | 8              |

* Ranking al 25 aprile 2022.

### Altri partecipanti
I seguenti giocatori hanno ricevuto una wild card per il tabellone principale:
- Gustavo Heide
- João Victor Couto Loureiro
- João Lucas Reis da Silva

I seguenti giocatori sono entrati in tabellone come alternate:
- Mateus Alves
- Gilbert Klier Júnior
- Pol Martín Tiffon
- Cristian Rodríguez
- Gonzalo Villanueva

I seguenti giocatori sono passati dalle qualificazioni:
- Wilson Leite
- Conner Huertas Del Pino
- Alejo Lorenzo Lingua Lavallén
- Matías Franco Descotte
- Román Andrés Burruchaga
- Pedro Boscardin Dias

Il seguente giocatore è entrato in tabellone come lucky loser:
- Matías Zukas

## Campioni

### Singolare
João Domingues ha sconfitto in finale  Marcelo Tomás Barrios Vera con il punteggio di 7–6(9), 6–1.

### Doppio
Diego Hidalgo /  Cristian Rodríguez hanno sconfitto in finale  Orlando Luz /  Felipe Meligeni Alves con il punteggio di 7–5, 6–1.